# Ernst-Albrecht Hildebrandt
Ernst-Albrecht Hildebrandt (* 31. Mai 1895 in Offstein; † 28. März 1970 in Nürnberg) war ein deutscher Polizeipräsident und SS- und Polizeiführer (SSPF) zur Zeit des Nationalsozialismus, zuletzt im Rang eines SS-Oberführers.

## Leben
Ernst Hildebrandt war der Sohn des Keramikfabrikanten Albert Hildebrandt (1866–1939) und dessen Ehefrau Margareta Christina Dost († 1927). Richard Hildebrandt war sein jüngerer Bruder.
Ernst legte nach dem Gymnasialbesuch 1914 das Abitur ab und trat im August 1914 in das Infanterie-Regiment 117 ein und nahm ab Mai 1915 mit dem Westfälischen Infanterie-Regiment Nr. 56 an Kampfhandlungen teil. Von Februar 1917 bis November 1919 befand er sich in britischer Kriegsgefangenschaft. Im Rang eines Oberleutnants aus der Armee entlassen war er von 1920 bis 1925 zunächst als kaufmännischer Angestellter, danach bis 1928 als „Revisor beim Mosaik- und Wandplattenverband in Berlin“ und betrieb anschließend bis 1931 ein Gewerbe.
Politisch betätigte er sich von 1922 bis 1923 im Bund Wiking und gehörte im gleichen Zeitraum der NSDAP an und war im November 1923 als Bataillonsadjutant in Coburg am Hitler-Putsch beteiligt. Anfang Februar 1932 trat er der SS (SS-Nummer 25.517) bei und wurde zeitgleich hauptamtlich für den SD im Bereich Bayern, Baden, Württemberg, Pfalz und Thüringen als Feindnachrichtenoffizier tätig. Nach der Machtübergabe an die Nationalsozialisten trat er der NSDAP zum 1. April 1933 erneut bei (Mitgliedsnummer 1.664.468) und war ab diesem Zeitpunkt wieder als Revisor beim Mosaik- und Wandplattenverband in Berlin tätig.
Von April bis August 1937 leitete Hildebrandt den SD-Oberabschnitt Süd in München und übernahm danach bis Juli 1940 geschäftsführend den Posten des Polizeidirektors in Hof. Aus unbekanntem Grund wurden gegen ihn 1938 ein Parteigerichtsverfahren und ein SS-Disziplinarverfahren eingeleitet, die jedoch wieder eingestellt wurden. Von Juli 1940 bis zum Kriegsende war Hildebrandt Polizeipräsident in Dessau, wurde jedoch von diesem Posten zeitweise freigestellt. Im Juni 1942 wurde er dem SS-Infanterie-Ersatzbataillon „Ost“ der Waffen-SS in Breslau zugeteilt und gehörte danach bis Anfang September 1942 der Kampfgruppe Jeckeln an. Anschließend war er zunächst als Kompanieführer und später als Divisionsadjutant bei der 7. SS-Freiwilligen-Gebirgs-Division „Prinz Eugen“ eingesetzt und wechselte Ende August 1943 als Leiter des Stabes der Waffen-SS beim Höheren SS- und Polizeiführer (HSSPF) Rußland-Süd Hans-Adolf Prützmann. Von Anfang April 1944 bis Oktober 1944 war er SS- und Polizeiführer Oberitalien-Mitte mit Dienstsitz Bologna. Danach schied er aus der Waffen-SS aus.
| Hildebrandts SS-Ränge  | Ernennung     |
| SS-Sturmbannführer     | April 1937    |
| SS-Obersturmbannführer | November 1938 |
| SS-Standartenführer    | Januar 1941   |
| SS-Oberführer          | April 1944    |